# 矢野祐未
矢野 祐未（やの ひろみ、1997年4月19日 - ）は、日本の女子バスケットボール選手である。ポジションはセンター。Wリーグのプレステージ・インターナショナル アランマーレ所属。

## 来歴
埼玉県志木市出身。
明星学園高校でインターハイを経験し、立大に進学。
卒業後は地域リーグの丸紅に加入し、全日本社会人選手権を経験。
2021年、新潟アルビレックスBBラビッツに移籍。